# Rivka Zohar

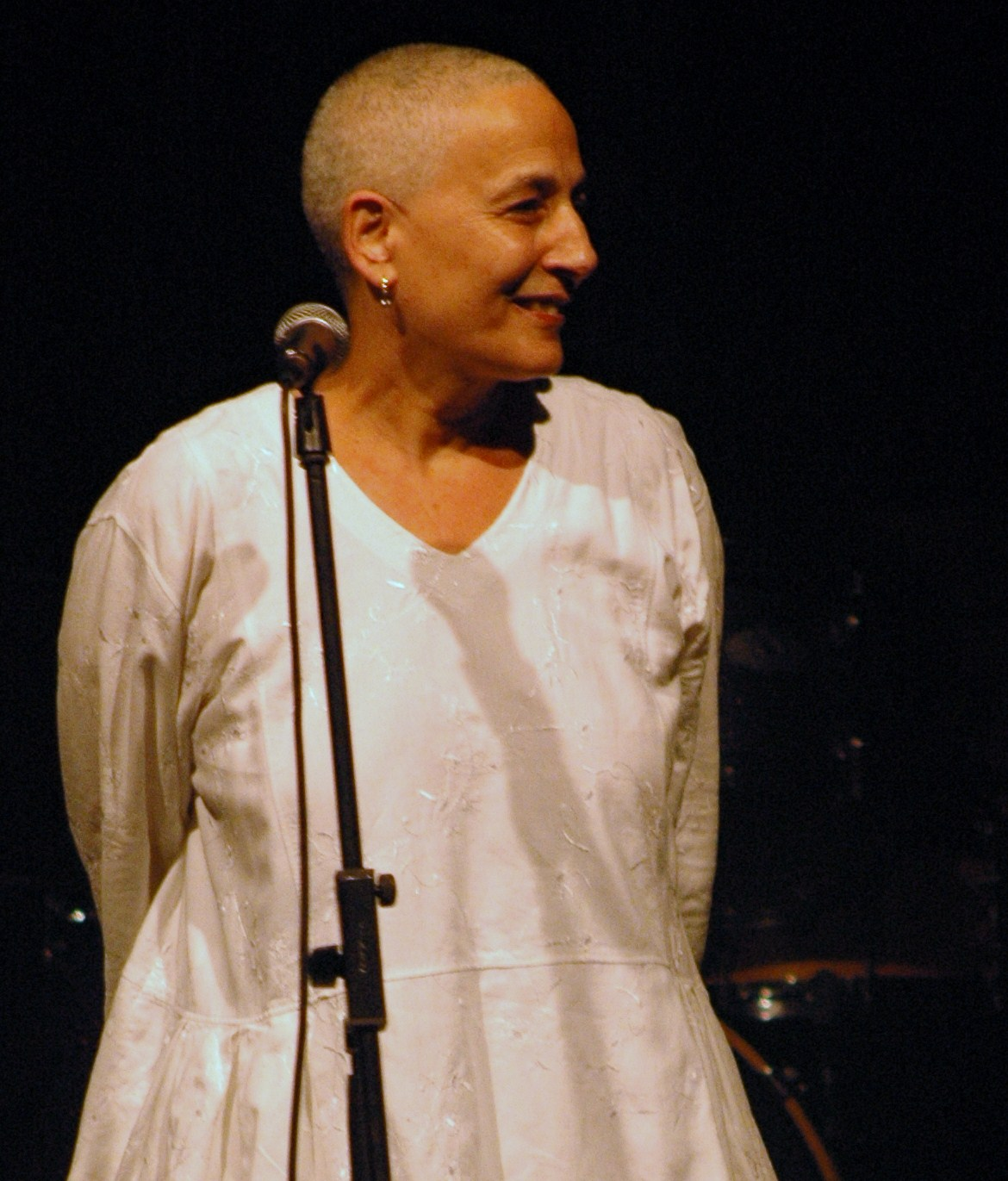
Rivka Zohar während eines Auftritts im Hafen von Tel Aviv (Oktober 2010)

Rivka Zohar-Kalo (hebräisch רבקה זהר-קָאלו, geboren am 30. Juni 1948 in Akko) ist eine israelische Sängerin. Sie wurde als Interpretin des von Jair Rosenblum komponierten und von Rachel Schapira im Gedenken an den im Sechstagekrieg gefallenen Soldaten Eldad (Dadi) Kruk getexteten Liedes Ma awarech bekannt, das als eines der bekanntesten Lieder zum Gedenken gefallener israelischer Soldaten gilt.

## Leben und Karriere
Rivka Zohar wurde als Rivka Sinati (רבקה זינתי) in eine ursprünglich aus Marokko stammende  sephardische Familie in Akko geboren. Sie besuchte die Landwirtschaftsschule in Nahalal und studierte in Akko. Nach ihrer Hochzeit mit ihrem zweiten Mann Shlomo Kalo trug sie den Namen Rivka Zohar-Kalo. Kalo starb 2014.

### Musikalische Anfangsjahre
Als Kind trat sie bei Tschu'ot Rischonot (he.: תְּשׁוּאוֹת ראשונות; dt.: Erster Applaus) auf, einem Radioprogramm zur Entdeckung junger Talente. 1967 bewarb sie sich bei einer israelischen Militärband, wurde aber nicht ausgewählt. Kurz danach bewarb sie sich erfolgreich bei dem Komponisten und Produzenten Ilan Mochiach.
Am Anfang ihrer Militärzeit trat sie zusammen mit einem Akkordeonisten vor Soldaten der israelischen Marine auf. Ihre Auftritte wurden gut aufgenommen und führten zur Schaffung der Lehakat Cheil Ha-Jam (להקת חיל הים; dt.: Militärband der Marine). Während der Proben für das Programm Ubajom Haschlischi (וביום השלישי; dt.: Und am dritten Tag) präsentierte Rosenblum die damals noch unbekannte Rivka  Zohar mit dem Lied Ma awarech. Das Lied wurde in der Interpretation Zohars 1968 ein Hit.
1969 sang Zohar das Lied Al Kapaw Jawi, Jair Rosenblum komponierte dazu die Musik. Der Text stammte von Yoram Taharlev (יורם טהרלב).  Al Kapaw Jawi wurde zum „Lied des Jahres“ gewählt und gewann den David's Harp Award (פרס כינור דוד). Der Komponist Natan Alterman, der von ihrer Stimme beeindruckt war, engagierte sie 1969 für sein Musical Zaz und Zaza (צץ וצצה). Er schrieb speziell für sie Oriana (אוריאנה) und Semer Schlosch Hatschuwot (זֶמֶר שְלוש התשובות). Sie wurde auch für die Aufführungen von Gedalja Rewa Isch (hebräisch גְּדַלְיָה רֶבַע אִישׁ; dt.: Gedalia, der Mann aus dem Viertel) und Bekerem Hatemanim (hebräisch בכֶּרֶם התֵּימָנִים; dt.: Im jemenitischen Weingarten) besetzt.

### Weitere Karriere
1972 reiste sie mit ihrem ersten Mann und ihrer kleinen Tochter Tamah nach New York. Dort traf sie den Musiker Ali, der Oud und Darbuka spielte, und mit dem sie in den folgenden sieben Jahren zusammenarbeitete. Der Song Haderech El Hakfar (הדרך אל הכפר; dt.: Der Weg zum Dorf) brachte Zohar wieder in ihr Heimatland. Ihr zweiter Ehemann, der israelische Autor und Philosoph Shlomo Kalo, schrieb für Zohar Liedtexte, darunter Awi hatow schäbaschamajim (אבי הטוב שבשָׁמַיִם; dt.: Der Gute Vater, der nun im Himmel ist), Sipur Al Zipor (סיפור על צִפּוֹר; dt.: Das Märchen über den Vogel), Lichijot Otam Ad Tom (לחיות אותם עד תֹּם; dt.: Es [das Leben] bis zum Ende leben). Im Februar 2007 veröffentlichte sie ihre Autobiografie Ez ha-Sajit (עֵץ הזַיִת; Olivenbaum) als Buch; außerdem nahm sie die Single Ohewet Othcha (אוהבת אותך; dt.: Ich liebe Dich) auf.
Im September 2007 trat sie zum ersten Mal nach 20 Jahren erneut beim Festival Rischon LeZion Lesamar Iwri (פסטיבל ראשון לציון לזמר עברי) auf. Zohar erschien auf der Bühne der Rischon-LeZion-Konzerthalle, begleitet von einem Symphonieorchester und dem Dirigenten/Komponisten Ilan Mochiach. Ihre Show Chelkat Elohim kombinierte alte und neue Songs.
2012 wurden der Sänger Liron Lew (לירון לב) und Rivka Zohar, auf Anregung des Komponisten Arye Levanon, ein musikalisches Team und gaben zusammen die Show Lo kemo Etmol (לֹא כְּמו אֶתְמוֹלֹ; dt.: Nicht so wie gestern). Rivka Zohar schrieb dazu die Texte und Liron Lev komponierte die Musik.

## Diskografie

### Alben
- 1970: Rivka Zohar (רבקה זהר‎) und 1996 als CD
- 1971: Rivka Zohar – Sawta Rivka (רבקה זהר – סָבְתָא רֶבֶּקָה; dt.: Oma Rivka)
- 1987: Iwrija (עִבְרִיָּה; dt.: Töchter)
- 1998: Chesed Mufla (חֶסֶד מֻפְלָא; dt.: Außergewöhnliche Barmherzigkeit)
- 2005: M'Breschit (מבְּרֵאשִׁית; dt.: Von Anfang an)
- 2013: Lo Kemo etmol (לֹא כְּמו אֶתְמוֹלֹ; dt.: Nicht so wie gestern) – zusammen mit dem Sänger/Komponisten Liron Lev
- 2015: Or mi-Sawiw (אוֹר מִסָּבִיב; dt.: Licht überall) – zusammen mit dem Sänger/Komponisten Liron Lev
- 2022: לשמוע את הלב

### Singles (Auswahl)
- 1970: מה אברך
- 1970: על כפיו יביא
- 1970: זמר שלוש התשובות
- 1970: בן יפה נולד
- 1987: הדרך אל הכפר
- 2004: Kalat Melech (כַּלַּת מֶלֶךְ; dt.: Königsbraut)
- 2020: זה קורה (mit Ishay Levi)